# Platanthera hollandiae
Platanthera hollandiae là một loài thực vật có hoa trong họ Lan. Loài này được Catling & Brownell miêu tả khoa học đầu tiên năm 1999.